# Biserica „Sf. Arhangheli” din Cicău

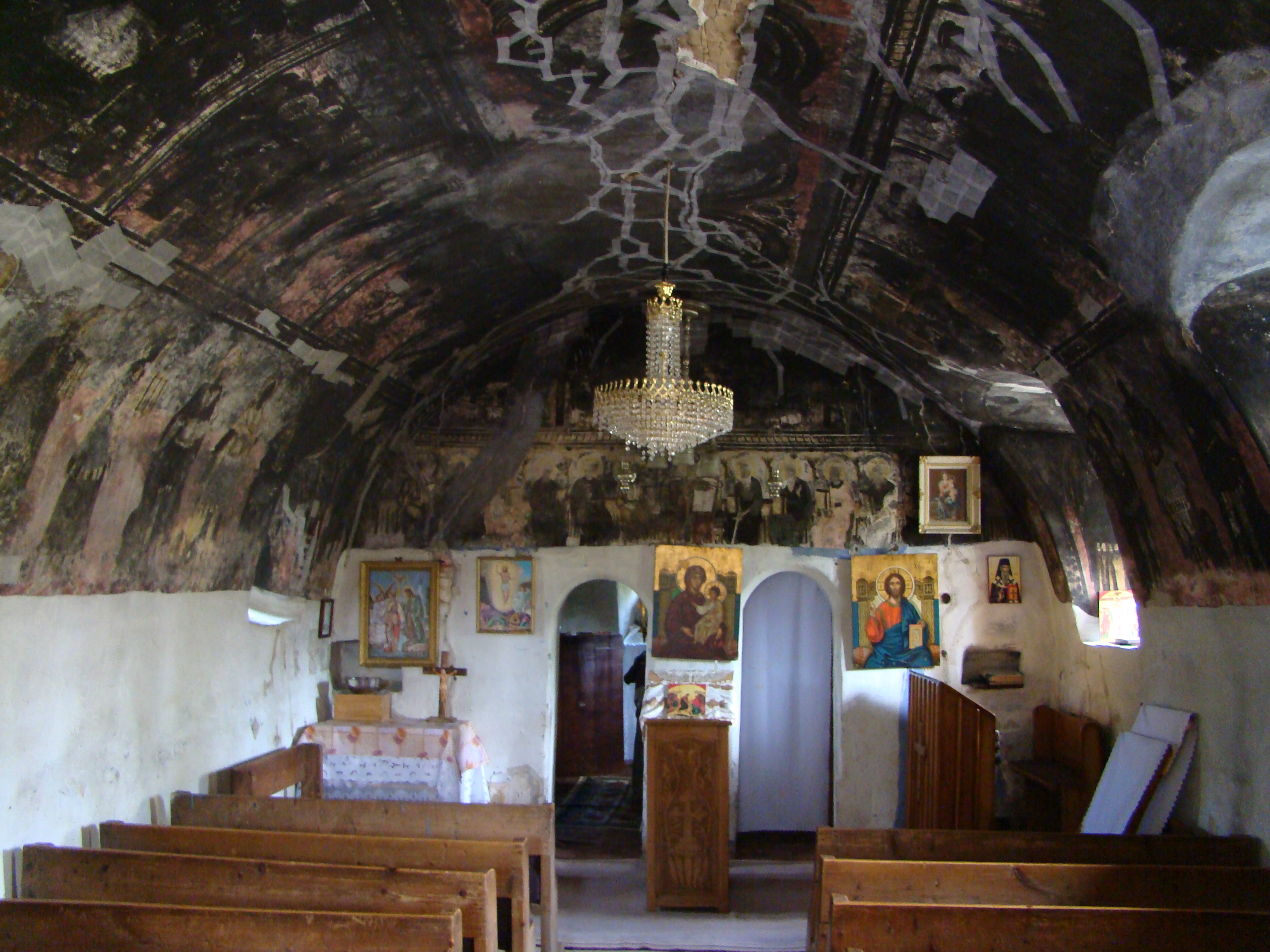
Biserica „Sfinţii Arhangheli” din Cicău, foto: mai 2009.

Biserica „Sfinții Arhangheli” din Cicău este un monument istoric aflat pe teritoriul satului Cicău; comuna Mirăslău.
Veche biserică ortodoxă românească din zidărie de piatră în Transilvania, construită în anul 1495, cu transformări din sec. al XVIII-lea. Pictură interioară deosebit de valoroasă. Potrivit medievistului Gheorghe Petrov, de la Muzeul Național de Istorie al Transilvaniei, biserica de secol XV din Cicau a fost alcătuită, în prima etapă, din navă și altar, despărțite printr-o „tâmplă de zidărie”, cu numai două intrări (o ușă împărătească și una diaconească). După 1700 vechea navă a fost alungită spre vest, cu actualul pronaos, zidul vestic fiind dărâmat, iar vechiul ancadrament de piatră al intrării inițiale a fost mutat pe latura sudică a noului pronaos. Biserica are 6 ferestre, din care 5 de factură gotică, cu ancadramente din piatră traforată. Fereastra de pe latura estică a altarului este circulară, cu traforuri, având forma unui patrulob, iar celelate 4 sunt bifore, cu închidere semicirculară în partea superioară, deasupra având două sau trei goluri circulare. Starea avansată de degradare a construcției a impus, în perioada 1995-1998, realizarea unor lucrări de restaurare. Cercetările arheologice din interiorul și exteriorul bisericii, efectuate înaintea restaurării de dr. Gheorghe Petrov, au dus la descoperirea a 99 de morminte, cu inventar funerar divers (monede medievale și moderne, podoabe, accesorii vestimentare etc.). Cea mai veche monedă descoperită într-unul din morminte este un denar din argint, emis in intervalul 1479-1485, în vremea domniei lui Matia I Corvinul. Restaurarea încheiată în 1998 nu a inclus, din păcate, și pictura bisericii din Cicău. Primul strat de pictură, mai vizibil lângă altar, datează din prima jumătate a secolului al XV-lea, iar cel de-al doilea, din sec. XVIII; aceasta din urmă a fost realizată de „mai marele între zugravi Ioan Boer din Teiuș”.
Lăcașul de cult din Cicău prezintă asemănări tipologice cu bisericile Sf. Gheorghe din Lupșa (aproximativ 1421) și Sf. Paraschiva din Feleac (aprox.1488).

## Imagini

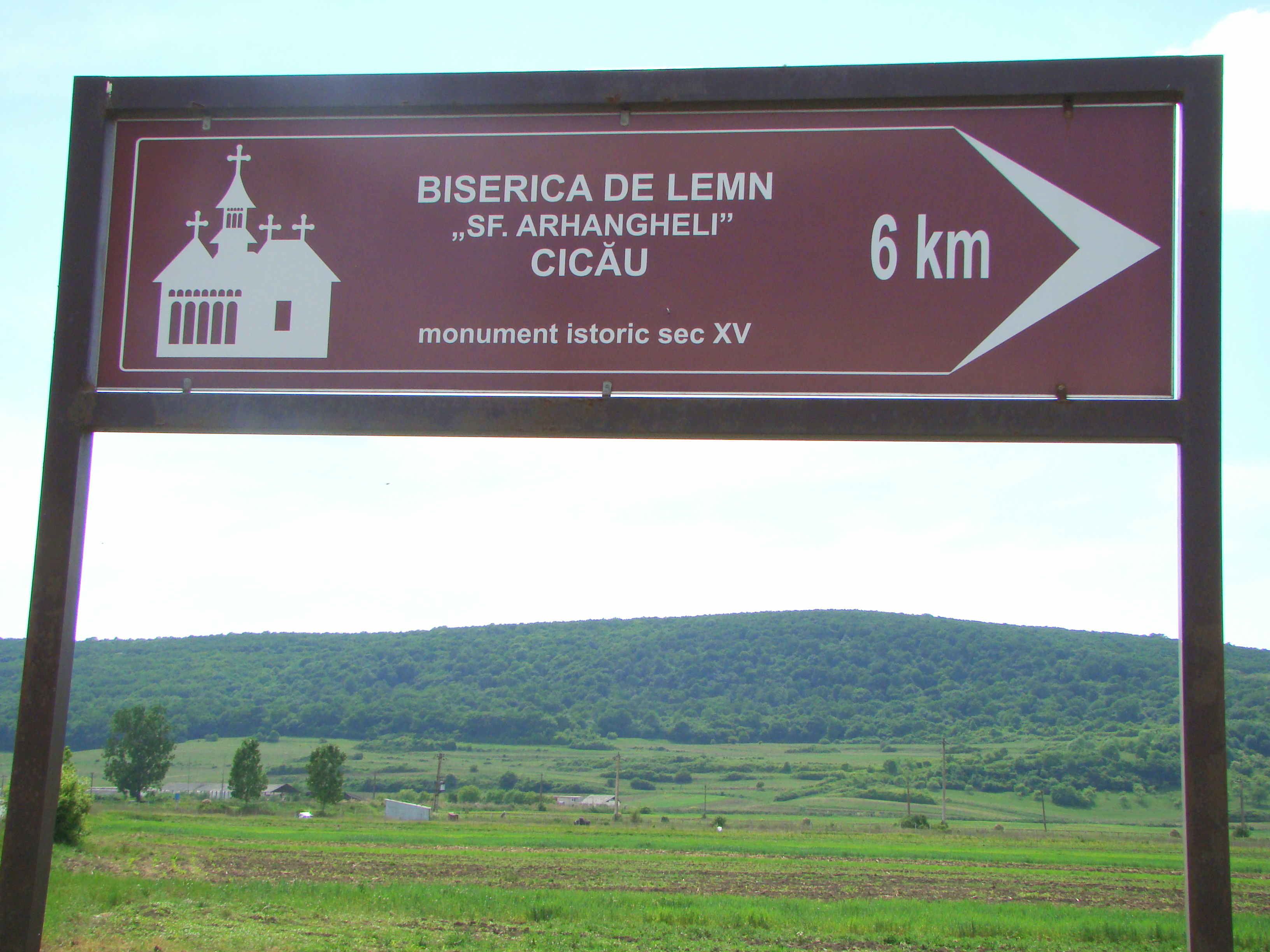
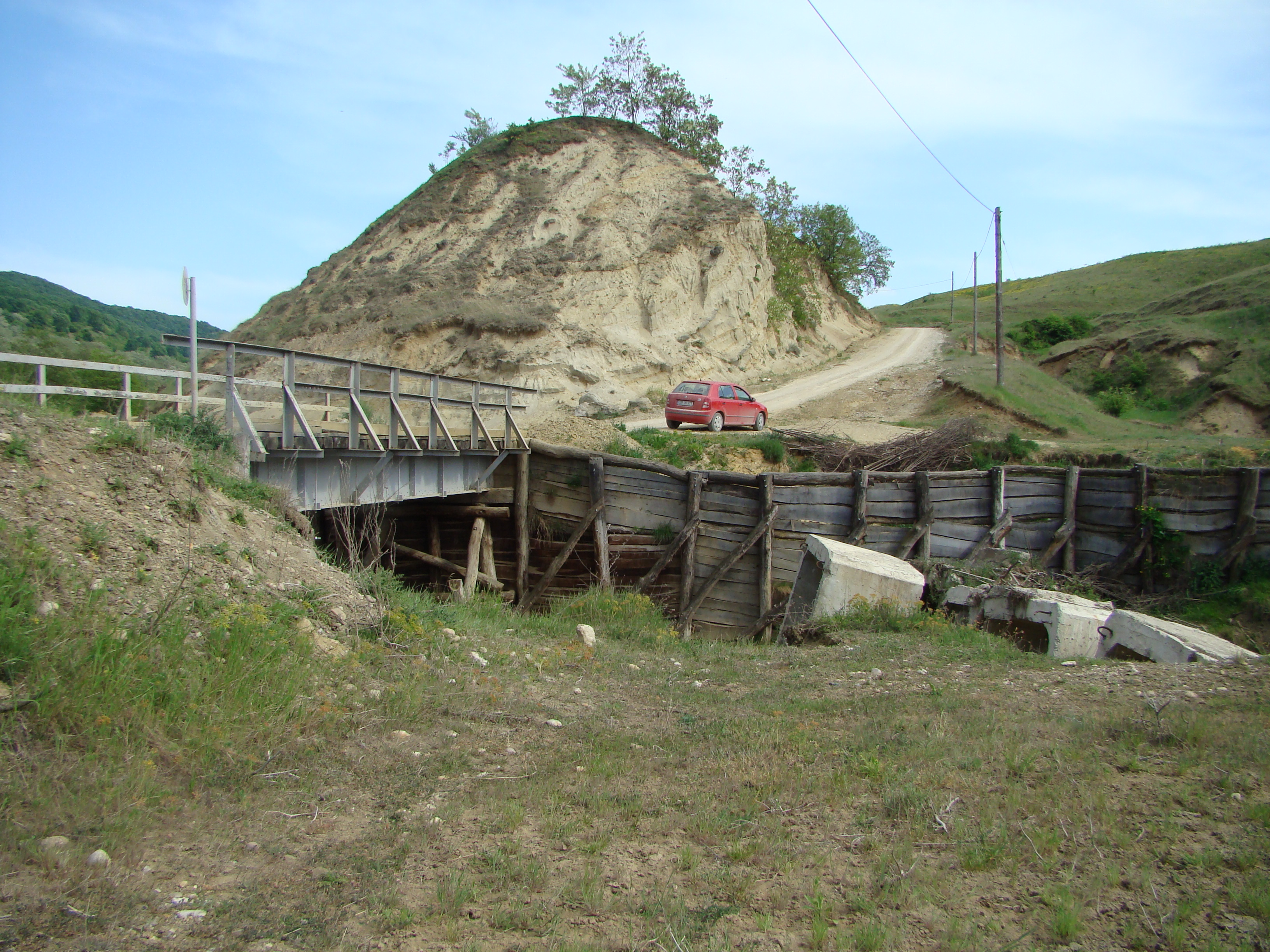
Drumul spre biserică
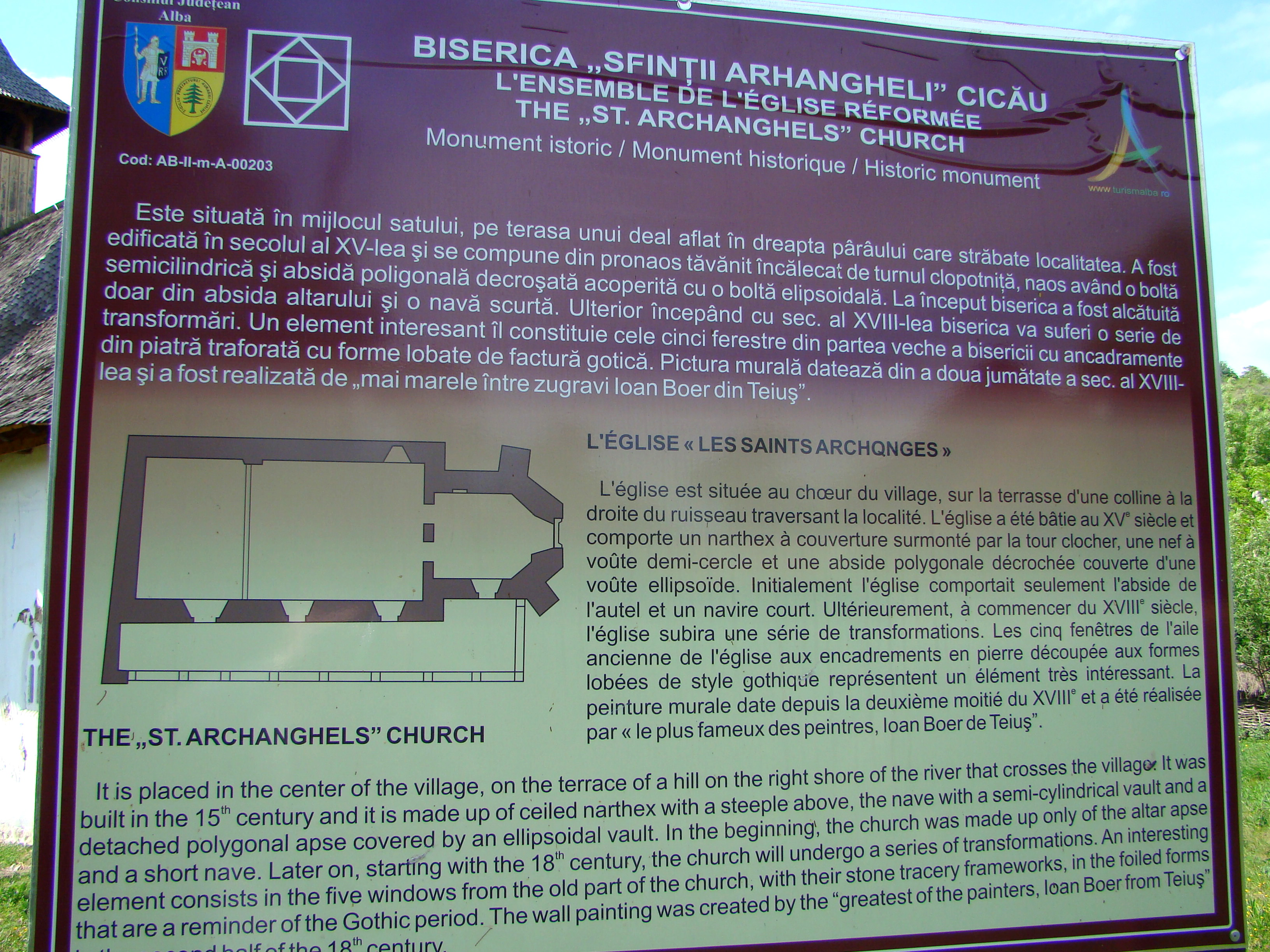
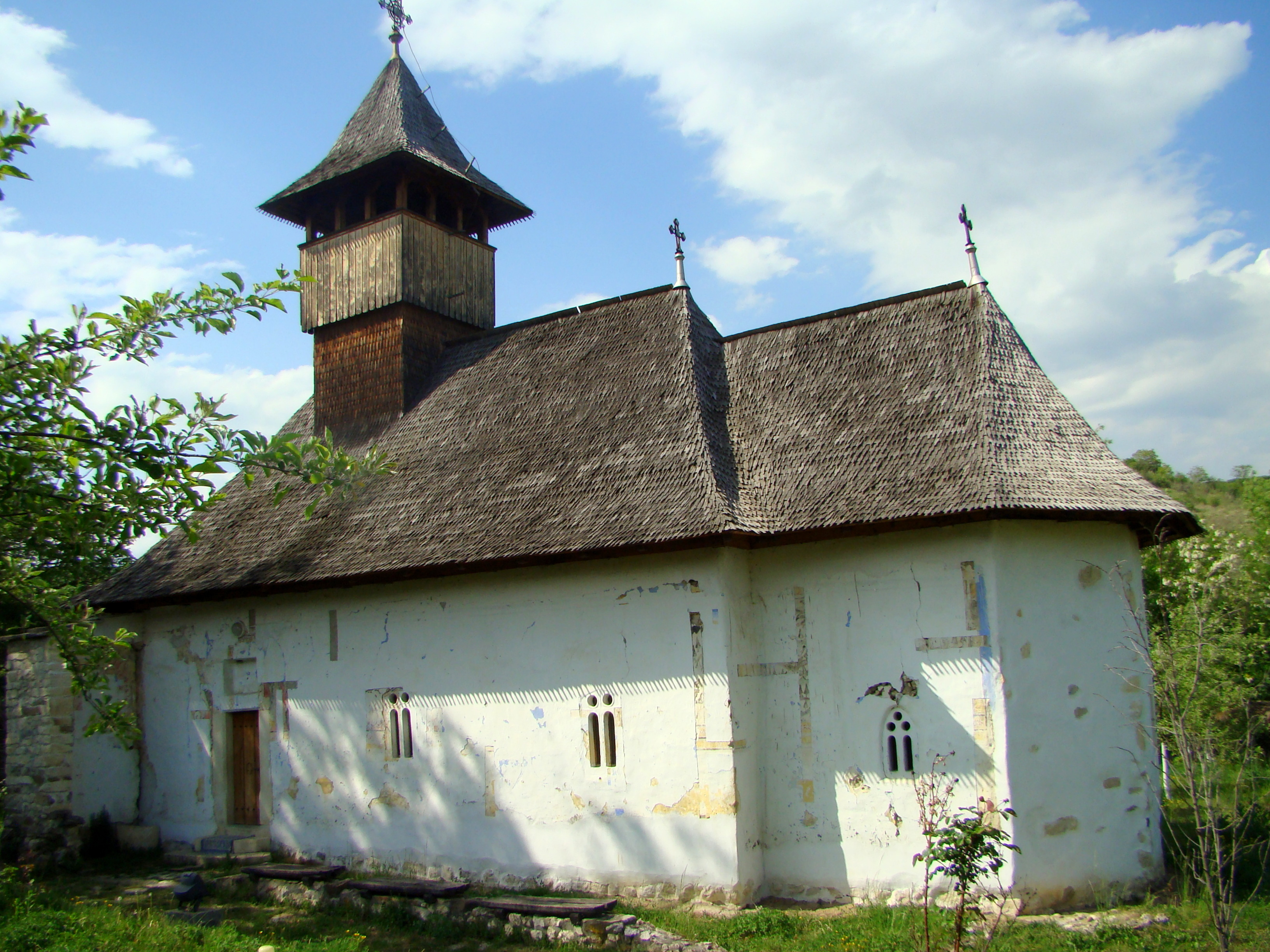
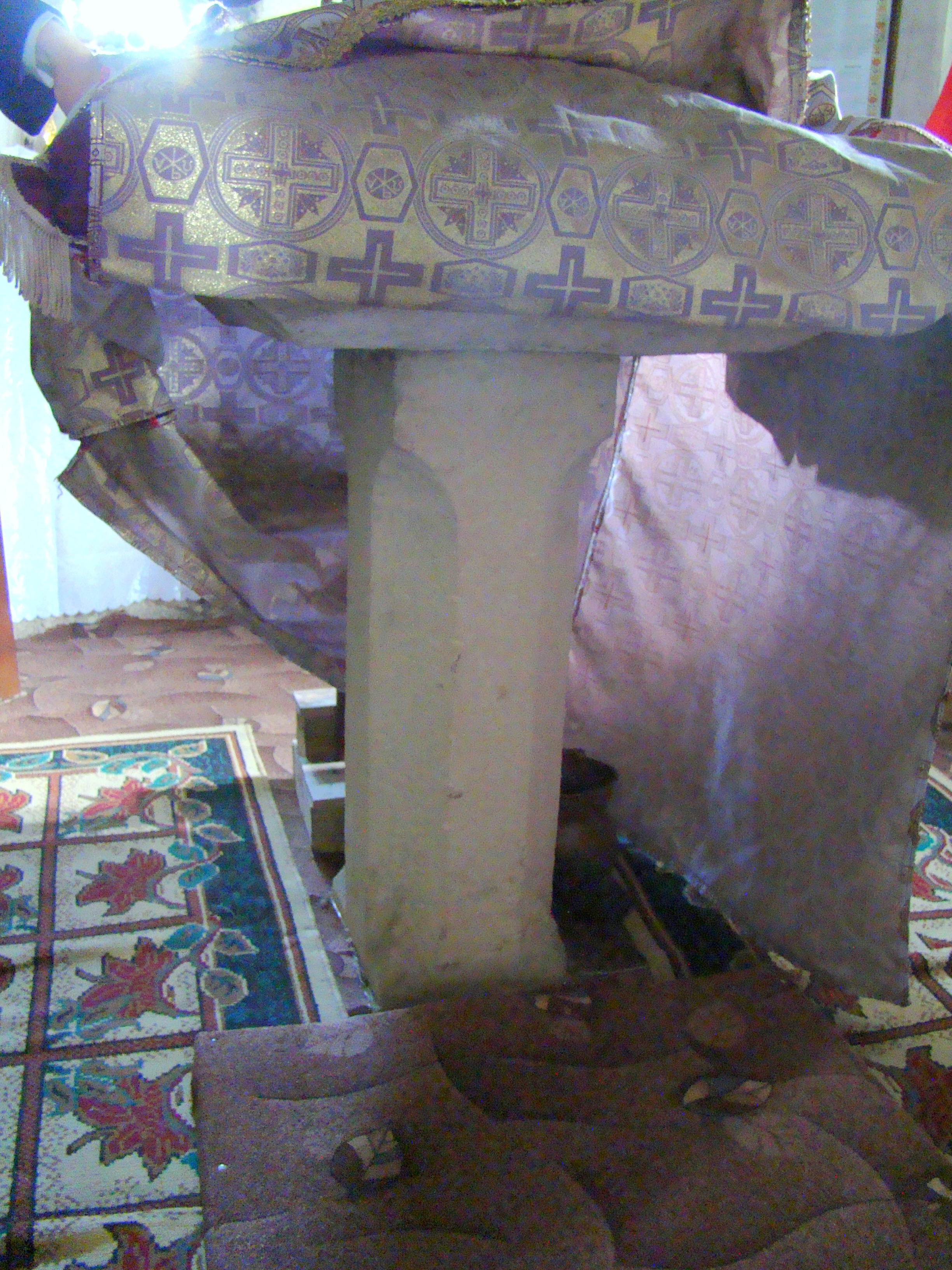
Piciorul mesei altarului
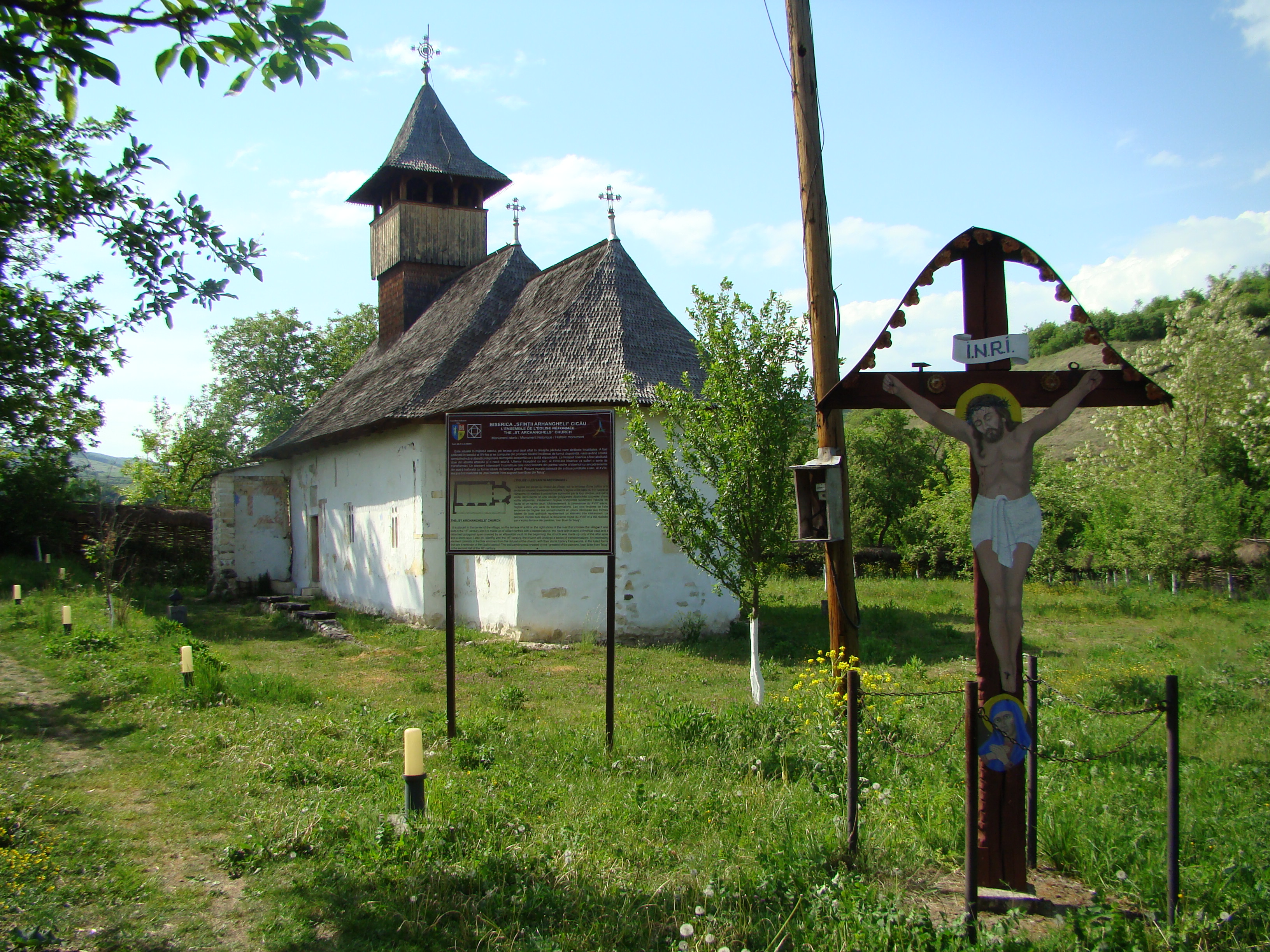
Biserica (est)
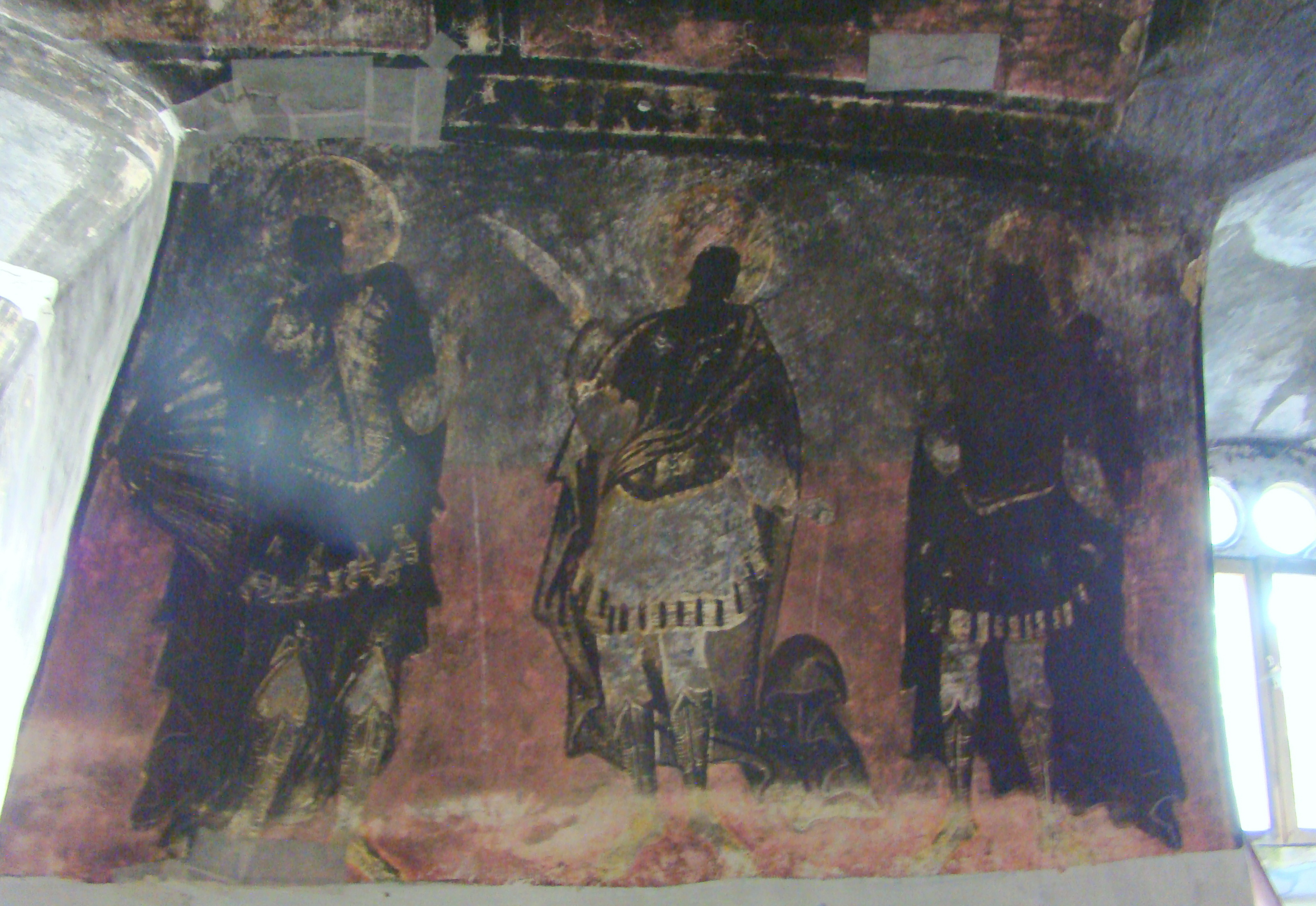
Fragment de pictură parietală
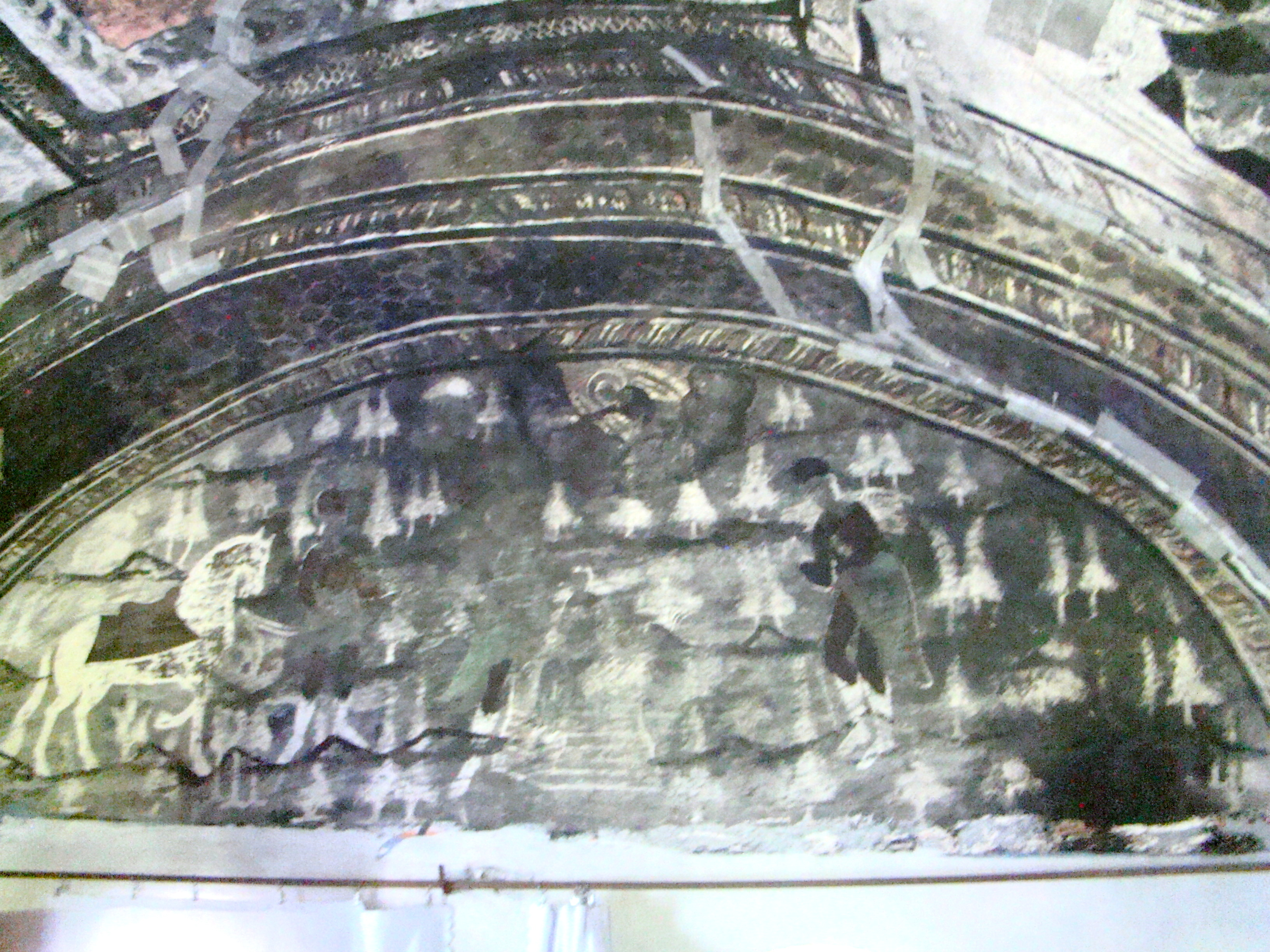
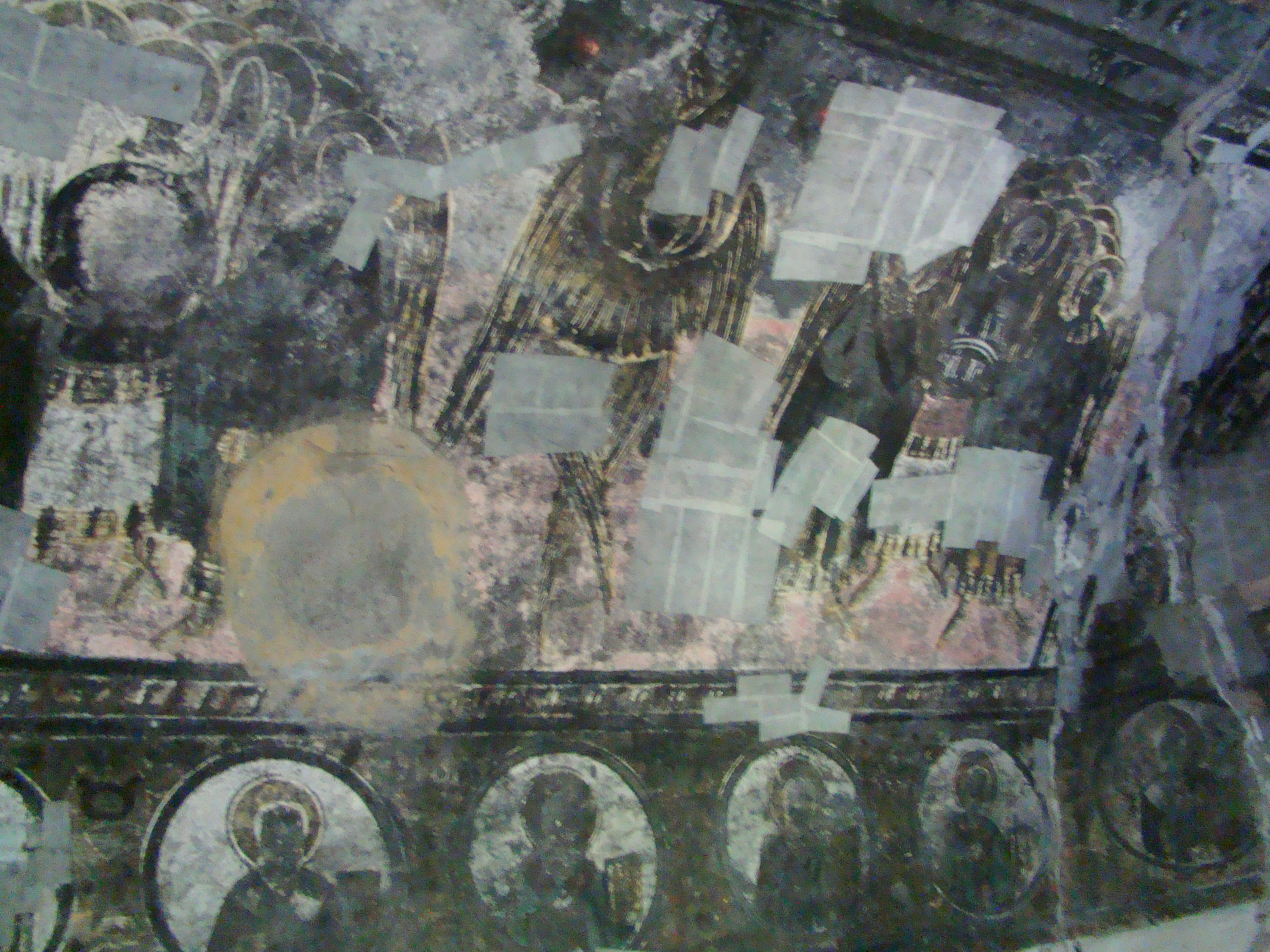
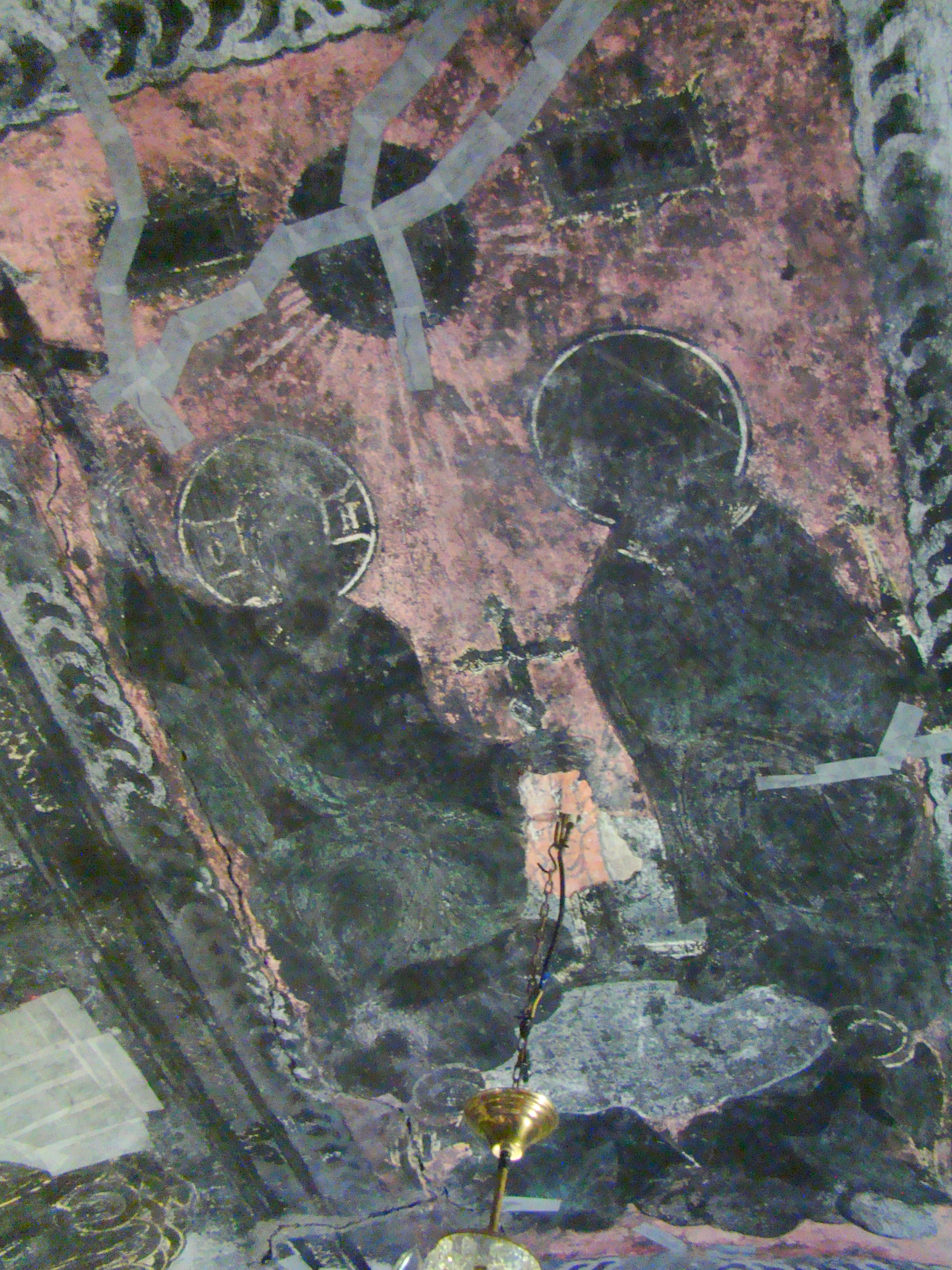
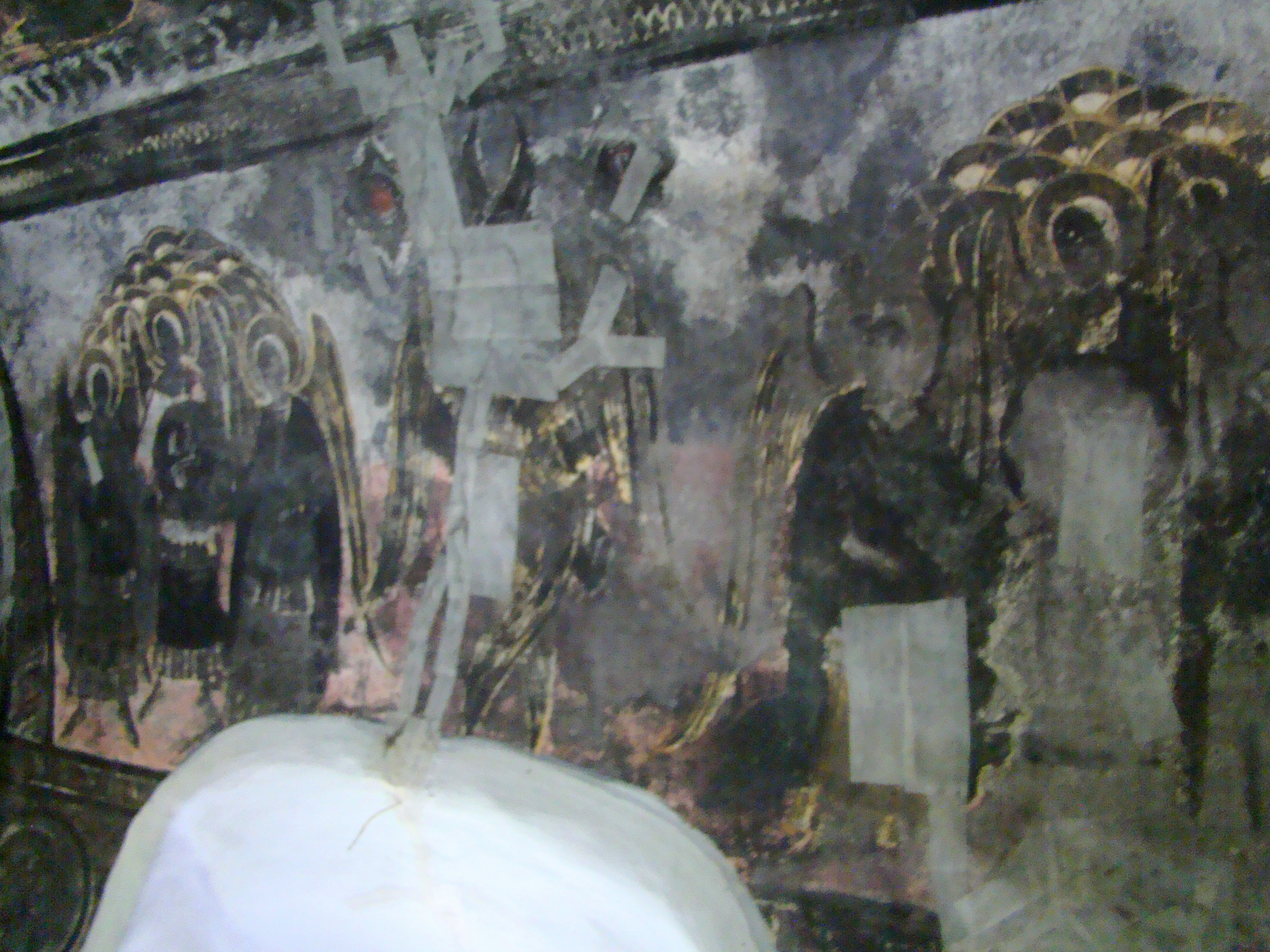
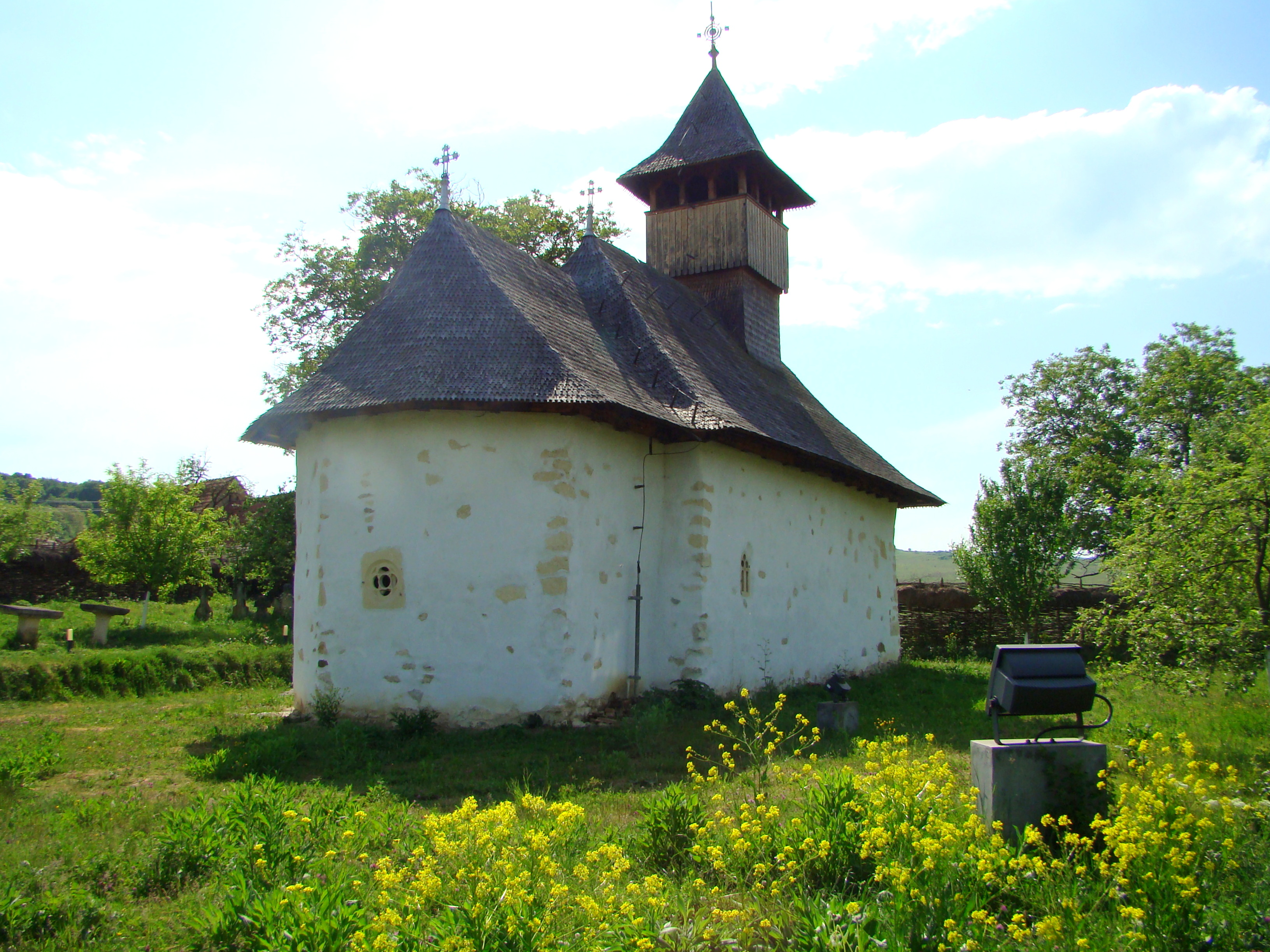
Biserica (nord-est)
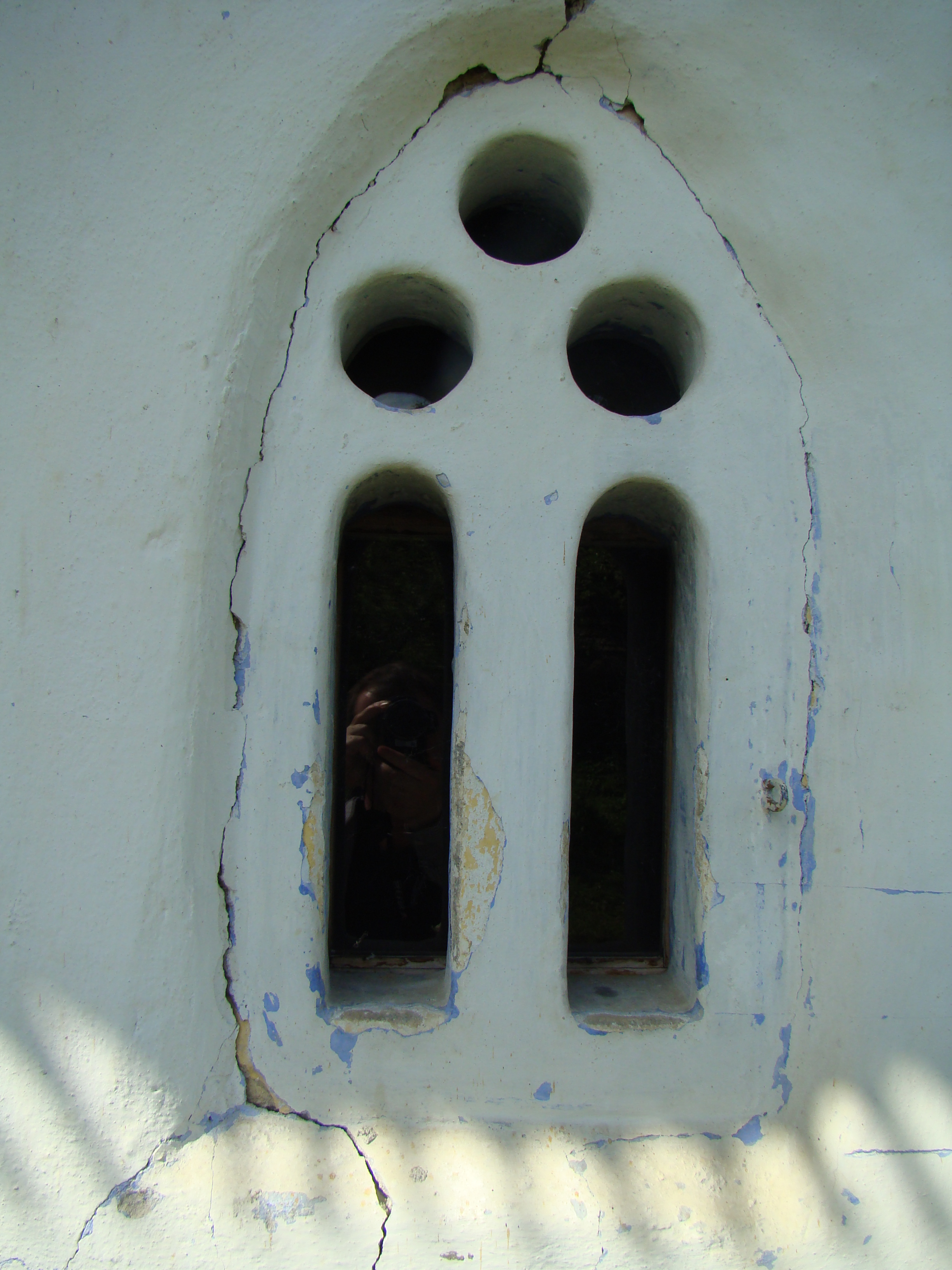
Fereastră
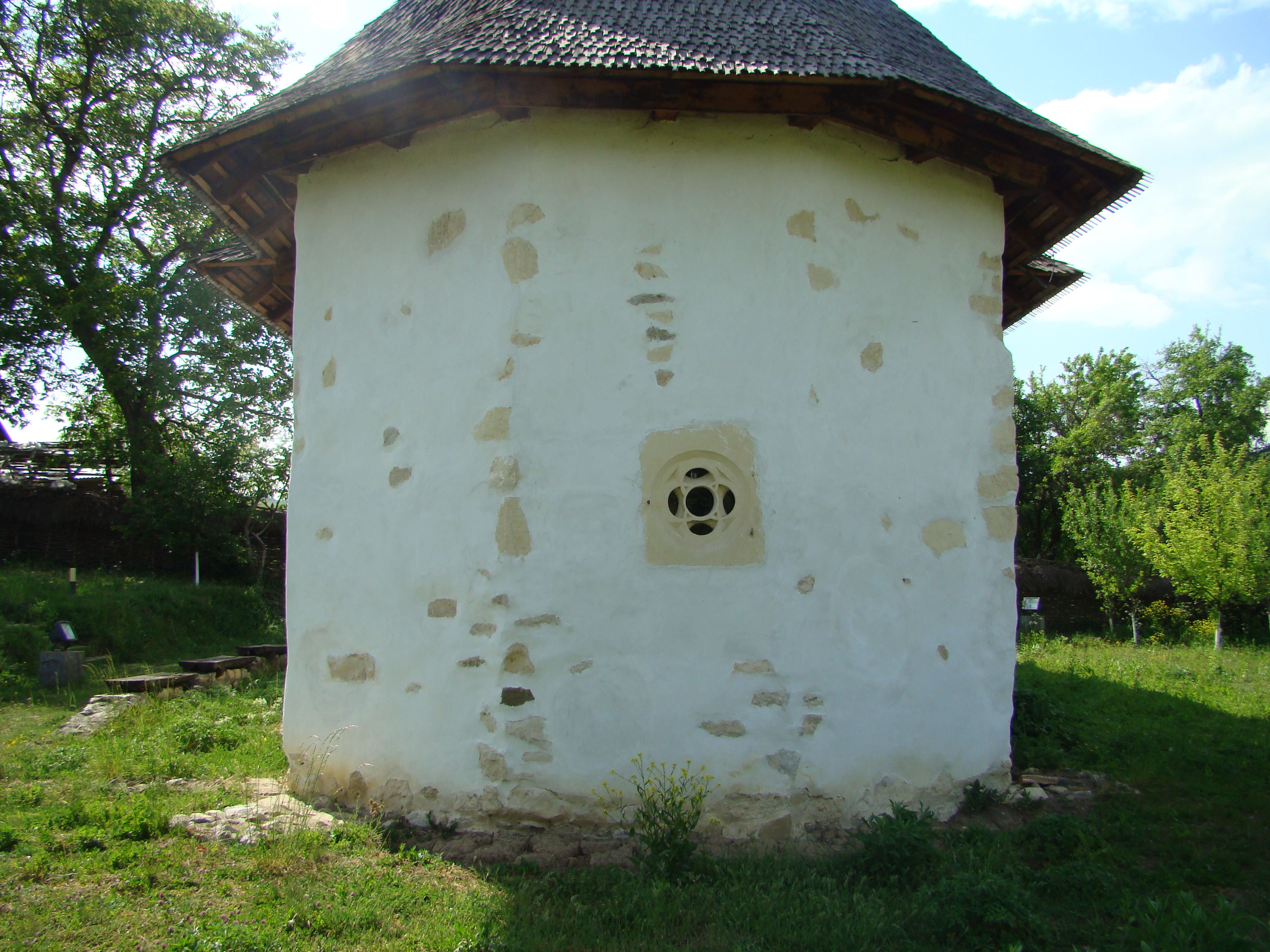
Absida altarului
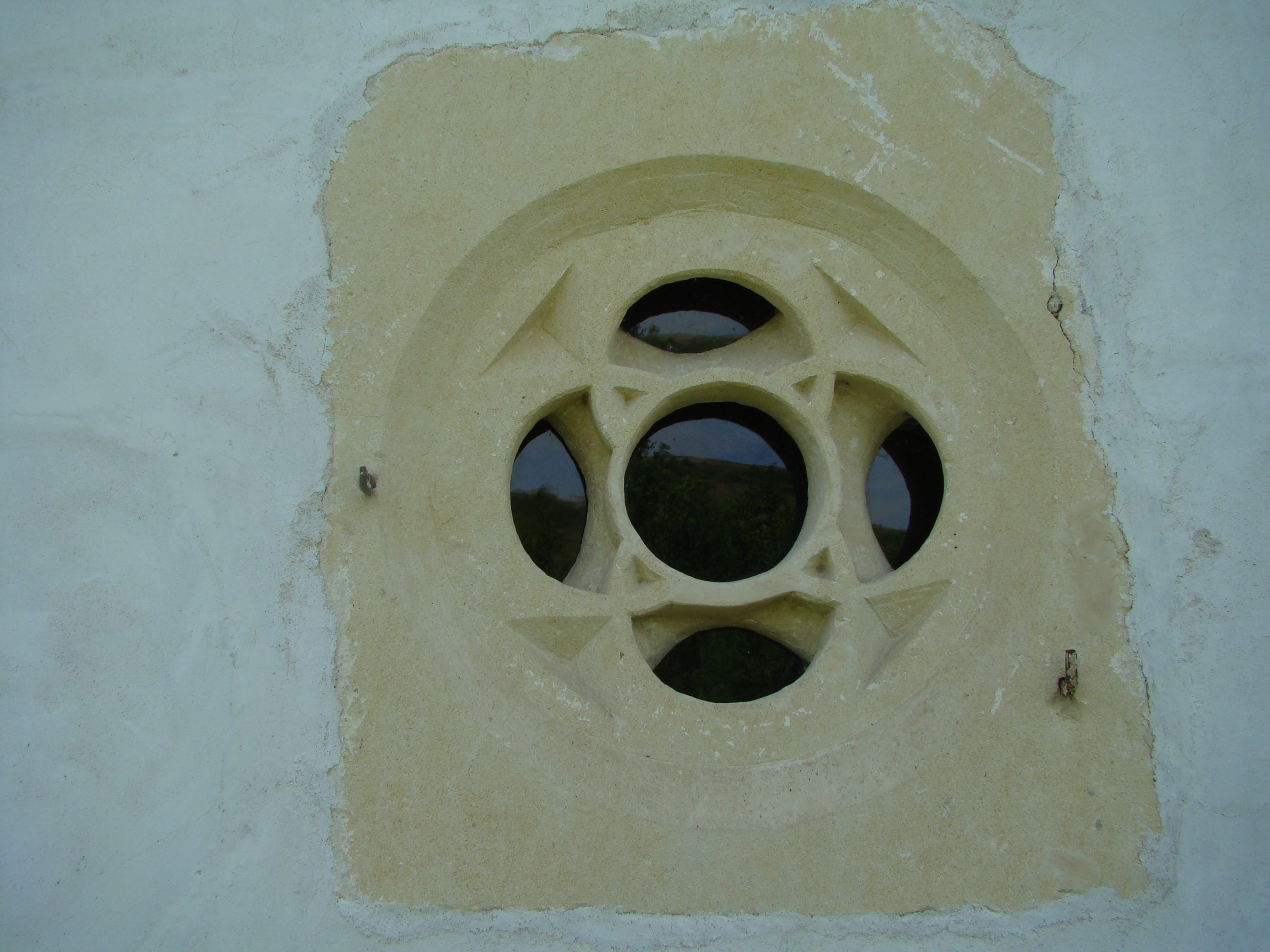
Luminator la altar
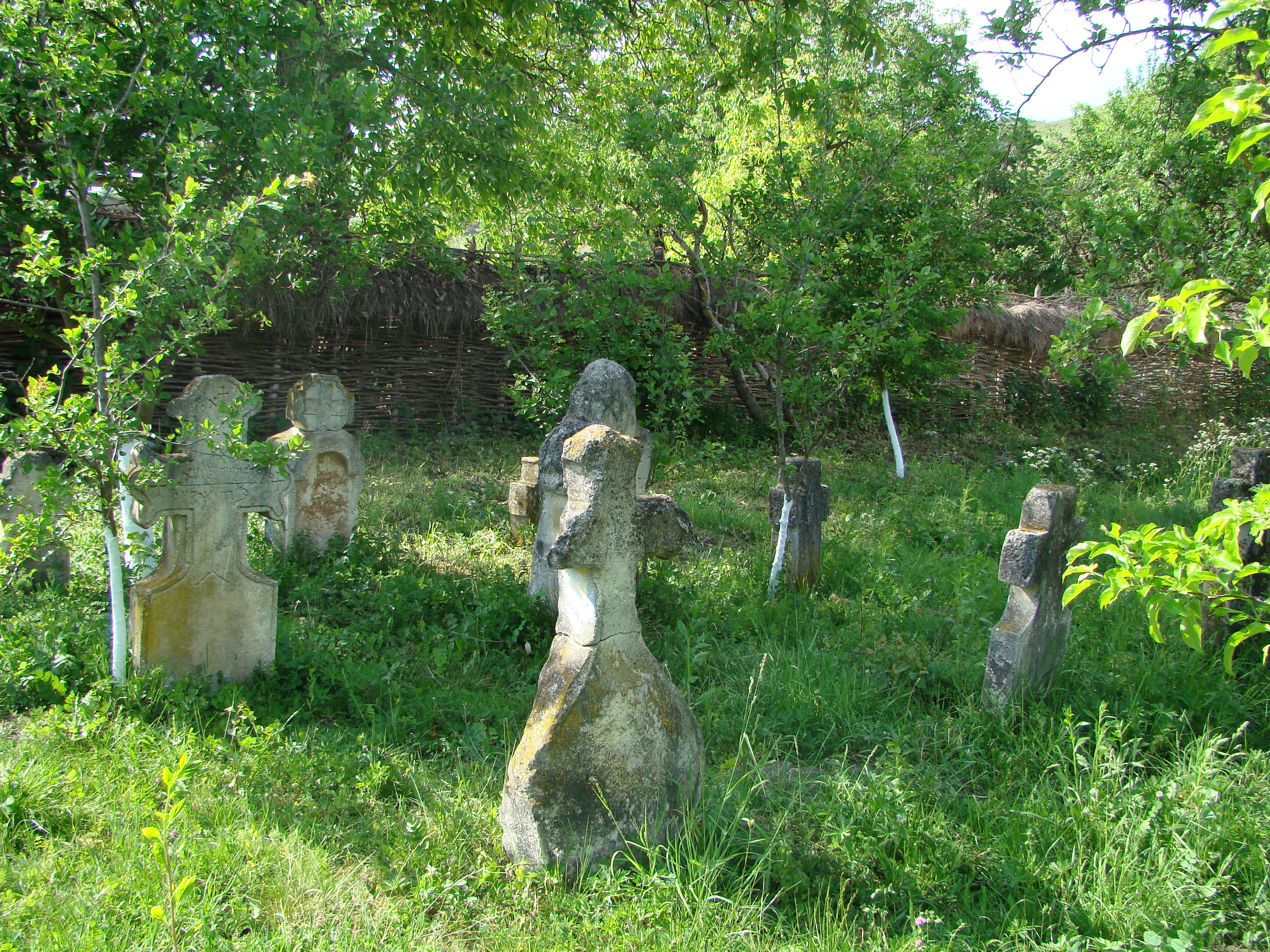
Cruci şi morminte vechi
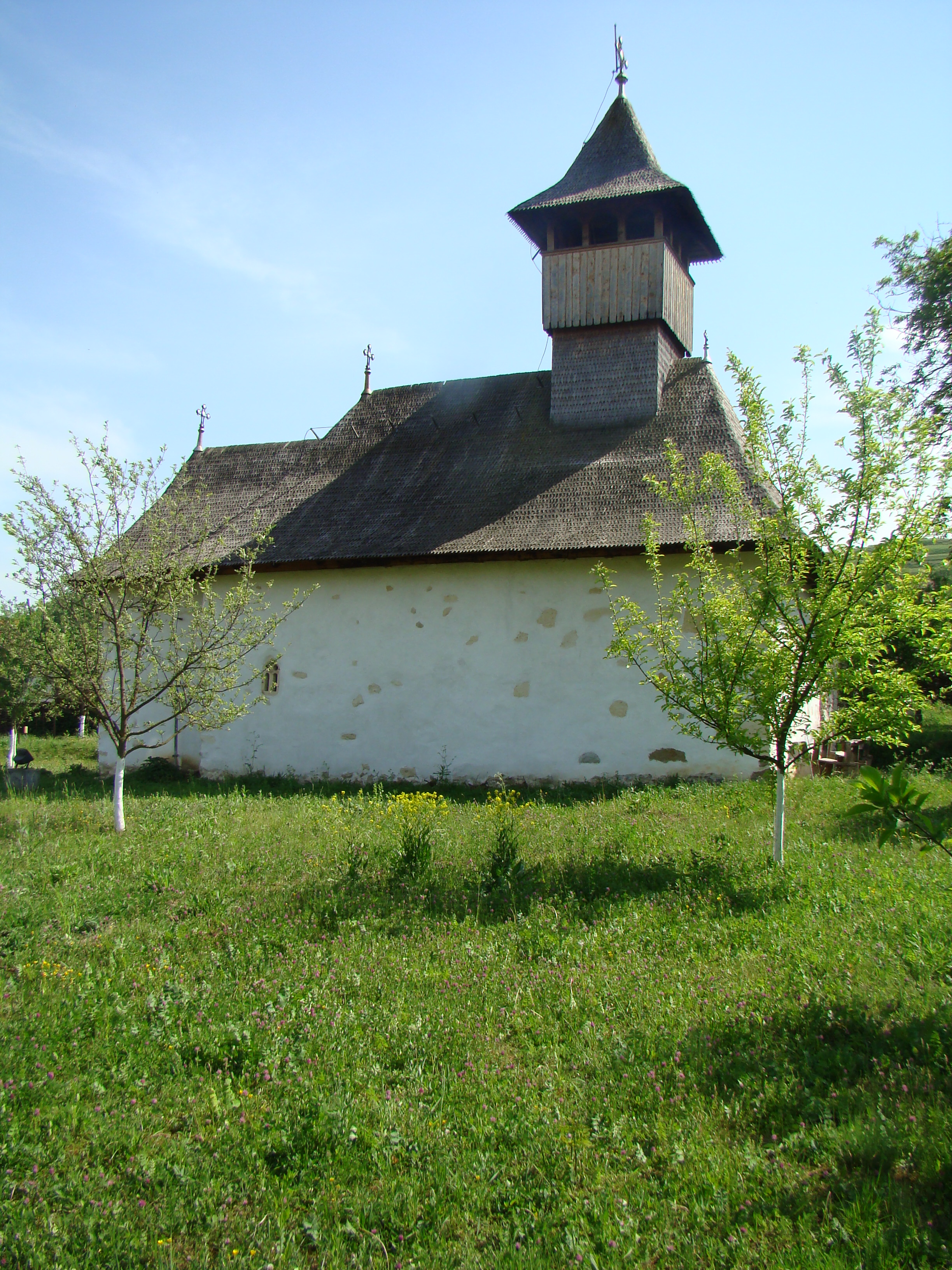
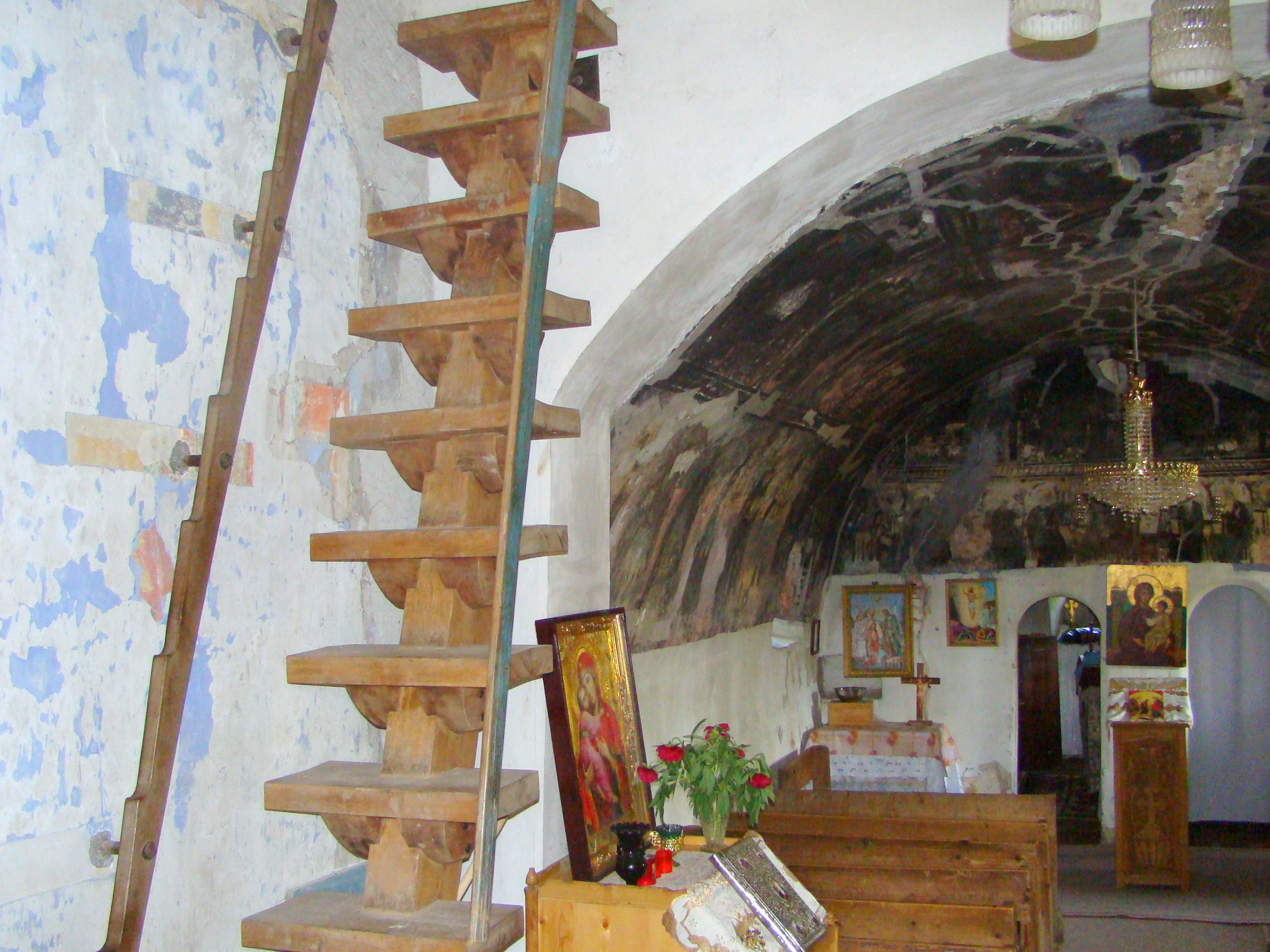
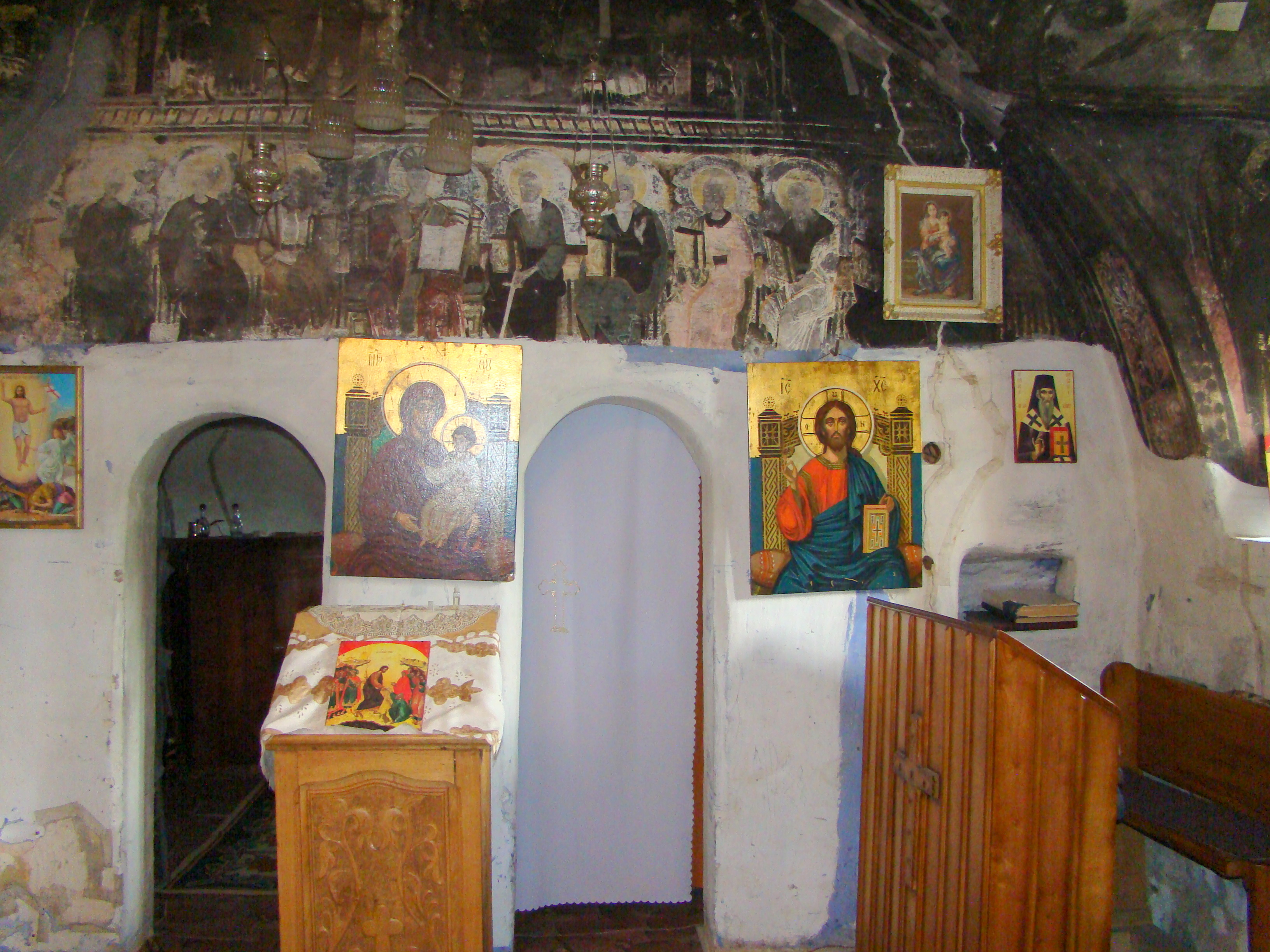
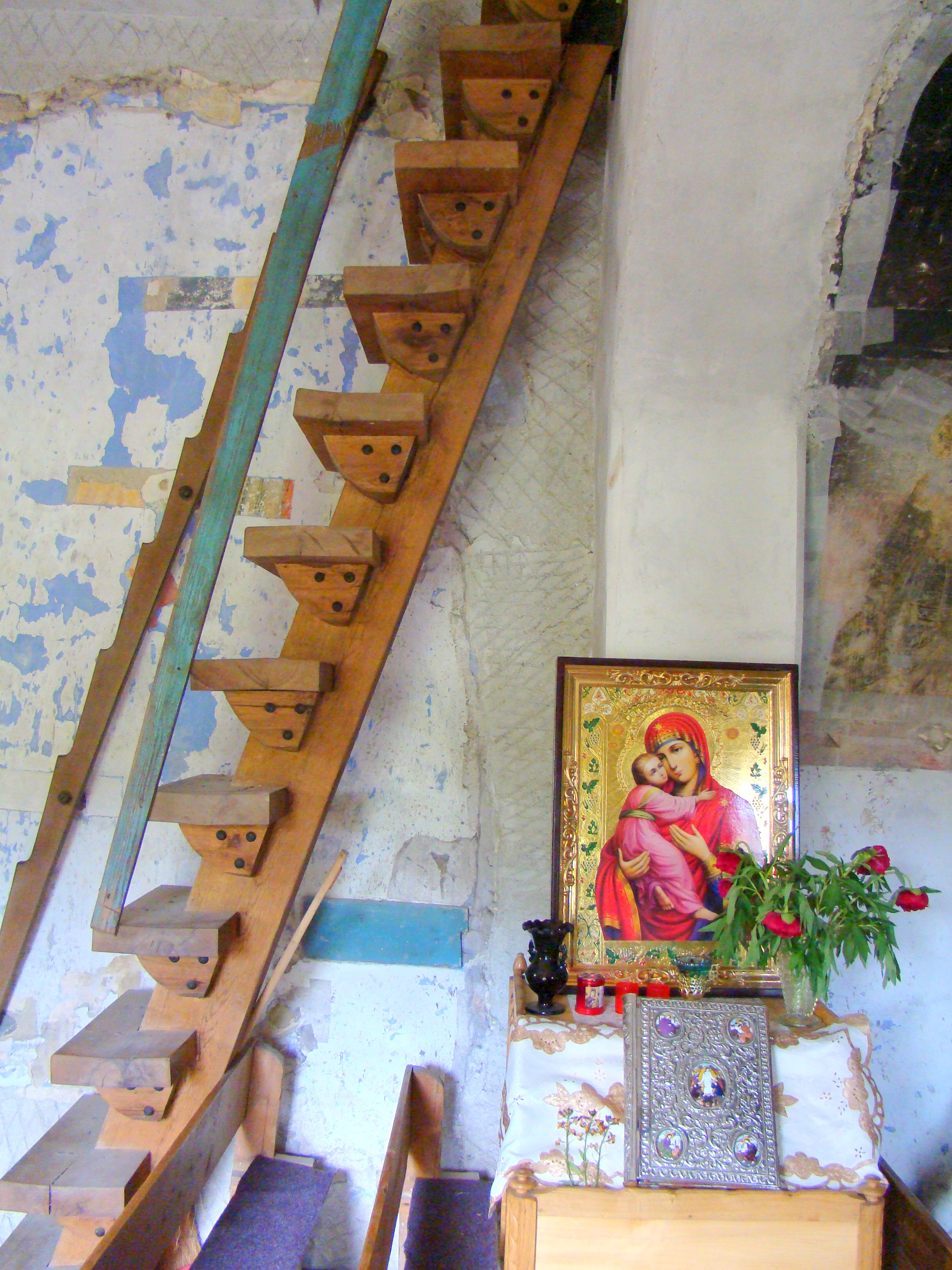
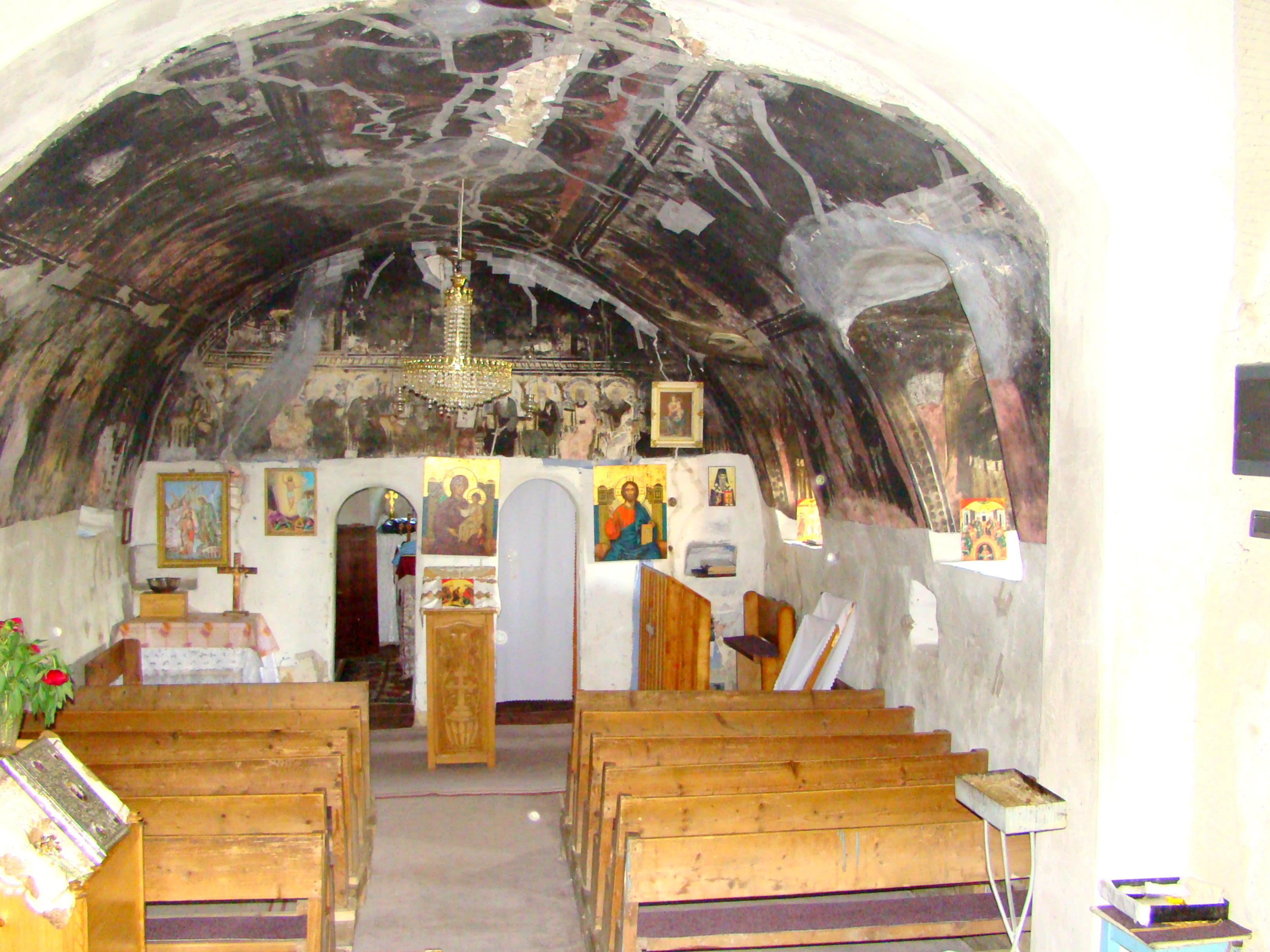
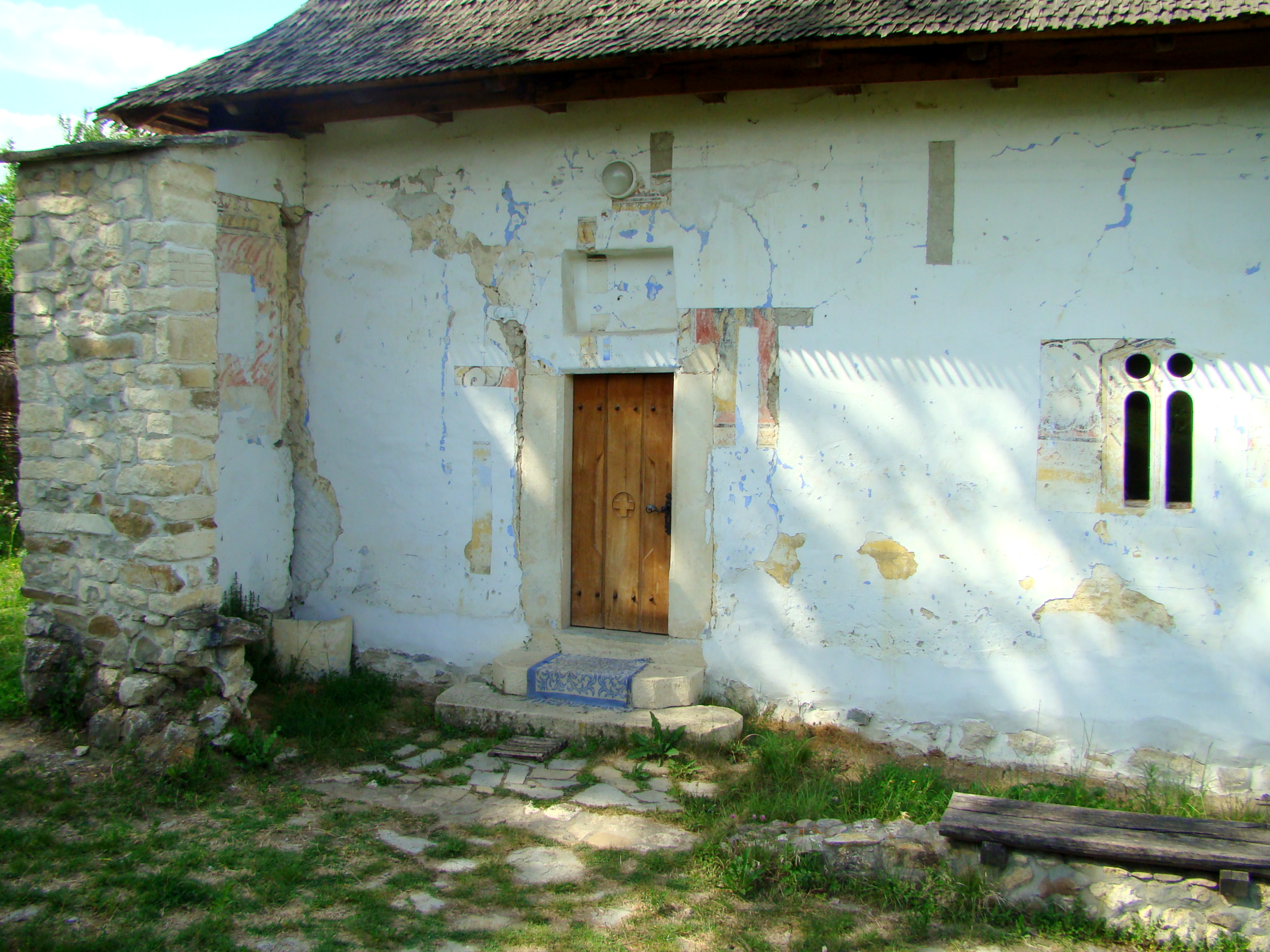
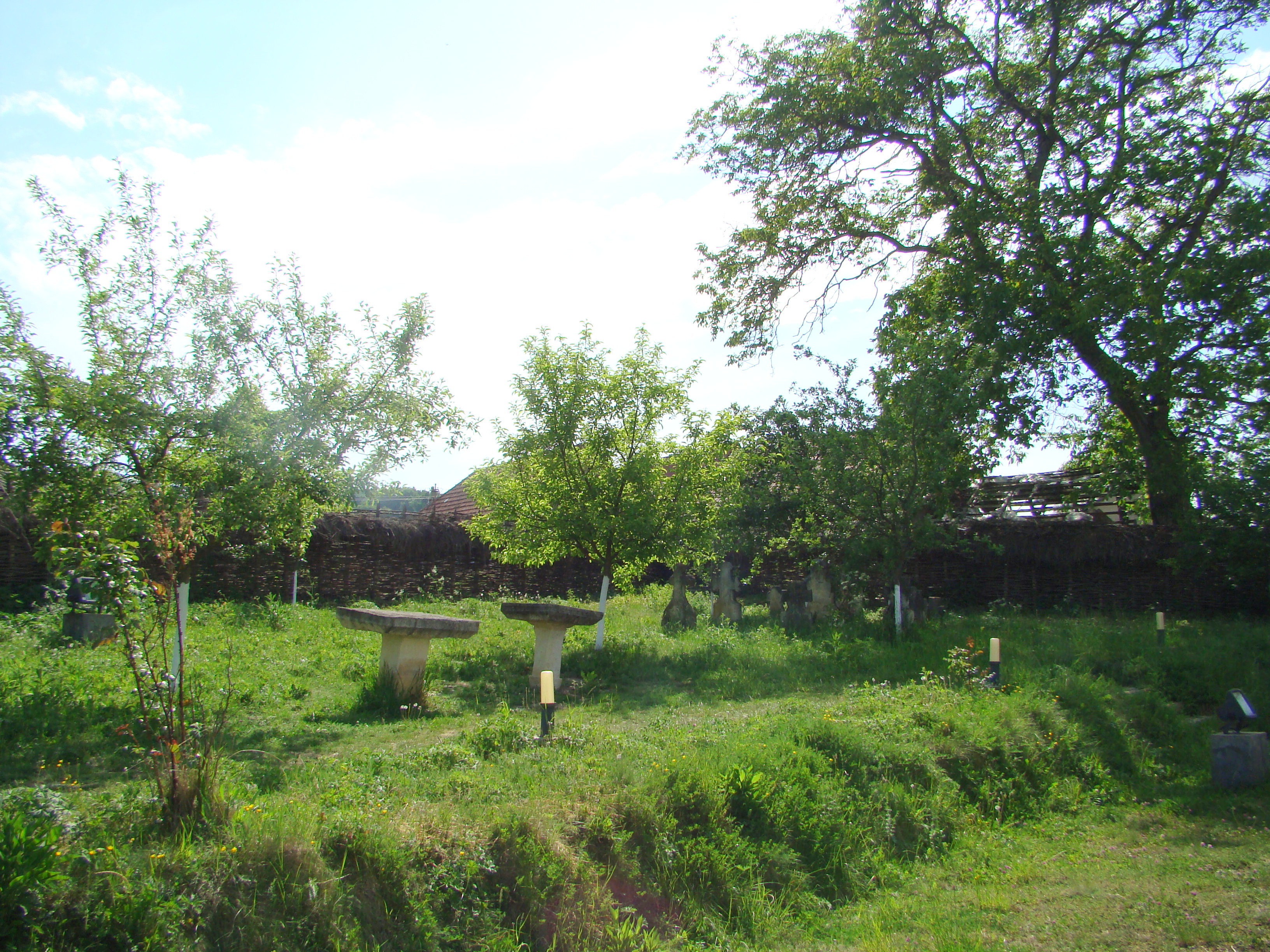